# Maja Palaveršić-Coopersmith
Maja Palaveršić-Coopersmith (* 24. März 1973 in Split, Jugoslawien als Maja Palaveršić) ist eine ehemalige kroatische Tennisspielerin.

## Karriere
Palaveršić-Coopersmith gewann während ihrer Karriere sechs Einzel- und vier Doppeltitel des ITF Women’s Circuits. Auf der WTA Tour sah man sie erstmals im Hauptfeld beim Croatian Lottery Cup - Bol Ladies Open 1991, gemeinsam mit Anna Földényi im Doppel. Ihr Erstrundenmatch verloren sie gegen Lupita Novelo/Samantha Smith mit 0:6 und 0:6.
Sie spielte 1992 und 1995 für die kroatische Fed-Cup-Mannschaft, wo sie bei acht Matches sechsmal siegreich war.

## Erfolge

### Einzel

#### Turniersiege
| Nr. | Datum              | Turnier           | Kategorie   | Belag        | Finalgegnerin      | Ergebnis       |
| --- | ------------------ | ----------------- | ----------- | ------------ | ------------------ | -------------- |
| 1.  | 11. August 1996    | Paderborn         | ITF $10.000 | Sand         | Silke Frankl       | 6:1, 6:74, 6:3 |
| 2.  | 22. September 1996 | Biograd           | ITF $10.000 | Sand         | Zuzana Váleková    | 4:6, 6:2, 6:1  |
| 3.  | 14. September 1997 | Sibenik           | ITF $10.000 | Sand         | Marijana Kovačević | 6:2, 4:6, 6:2  |
| 4.  | 3. September 2000  | Mostar            | ITF $10.000 | Sand         | Adriana Basarić    | 6:3, 7:5       |
| 5.  | 24. September 2000 | Lecce             | ITF $25.000 | Sand         | Lenka Němečková    | 6:2, 6:2       |
| 6.  | 10. November 2002  | Villenave-d’Ornon | ITF $10.000 | Sand (Halle) | Capucine Rousseau  | 6:2, 1:6, 6:4  |

#### Finalteilnahmen
| Nr. | Datum          | Turnier    | Kategorie   | Belag     | Siegerin            | Ergebnis      |
| --- | -------------- | ---------- | ----------- | --------- | ------------------- | ------------- |
| 1.  | September 1991 | Chieti     | ITF $10.000 | Sand      | Barbara Romanò      | 2:6, 1:6      |
| 2.  | Oktober 1991   | Langenthal | ITF $10.000 | Hartplatz | Nathalie Tschan     | 1:6, 3:6      |
| 3.  | September 1993 | Casale     | ITF $25.000 | Sand      | Bettina Fulco       | 6:2, 4:6, 4:6 |
| 4.  | 14. Juni 1998  | Camucia    | ITF $10.000 | Sand      | Alessia Lombardi    | 2:6, 1:6      |
| 5.  | 13. Mai 2001   | Magli      | ITF $25.000 | Sand      | Anastasia Rodionova | 2:6, 4:6      |
| 6.  | 26. Mai 2002   | Turin      | ITF $25.000 | Sand      | Katalin Marosi      | 6:4, 1:6, 0:6 |

### Doppel

#### Turniersiege
| Nr. | Datum             | Turnier | Kategorie   | Belag | Partnerin          | Finalgegnerinnen                                   | Ergebnis      |
| --- | ----------------- | ------- | ----------- | ----- | ------------------ | -------------------------------------------------- | ------------- |
| 1.  | 20. Juni 1998     | Grado   | ITF $10.000 | Sand  | Marijana Kovačević | Vanina Casanova Andreea Vanc                       | 3:6, 6:3, 6:1 |
| 2.  | 15. Juli 2000     | Getxo   | ITF $25.000 | Sand  | Alicia Ortuño      | Lourdes Domínguez Lino María José Martínez Sánchez | 6:1, 6:2      |
| 3.  | 2. September 2000 | Mostar  | ITF $10.000 | Sand  | Marijana Kovačević | Magdalena Marszalek Daria Panova                   | 6:2, 6:0      |
| 4.  | 27. April 2002    | Dothan  | ITF $75.000 | Sand  | Rika Fujiwara      | Samantha Reeves Jessica Steck                      | 6:3, 6:0      |

## Abschneiden bei Grand-Slam-Turnieren

### Einzel
| Turnier         | 2001 | 2002 | Karriere |
| --------------- | ---- | ---- | -------- |
| Australian Open | 1    | Q2   | 1        |
| French Open     | —    | —    | —        |
| Wimbledon       | Q1   | Q1   | —        |
| US Open         | Q3   | —    | —        |

Zeichenerklärung: S = Turniersieg; F, HF, VF, AF = Einzug ins Finale / Halbfinale / Viertelfinale / Achtelfinale; 1, 2, 3 = Ausscheiden in der 1. / 2. / 3. Hauptrunde; Q1, Q2, Q3 = Ausscheiden in der 1. / 2. / 3. Qualifikationsrunde; nicht ausgetragen

### Doppel
| Turnier         | 2002 | Karriere |
| --------------- | ---- | -------- |
| Australian Open | —    | —        |
| French Open     | 1    | 1        |
| Wimbledon       | —    | —        |
| US Open         | —    | —        |

## Persönliches
Sie ist seit 1998 mit dem Tennislehrer Roy Coopersmith verheiratet. Ihre Tochter Nicole Coopersmith ist ebenfalls Tennisspielerin.